# La Chasse aux renards
Pour plus de détails, voir Fiche technique et Distribution.
La Chasse aux renards (Охота на лис, Okhota na lis) est un film soviétique réalisé par Vadim Abdrachitov, sorti en 1980,.

## Fiche technique
- Titre français : La Chasse aux renards[3]
- Titre original russe : Охота на лис, Okhota na lis
- Photographie : Youri Nevski
- Musique : Eduard Artemiev
- Décors : Vladimir Korovin, Roza Satunovskaia
- Montage : Roza Rogatkina